# Martim Moniz (stacja metra)
Martim Moniz – stacja metra w Lizbonie, na linii Verde. Oddana została do użytku 26 września 1966 roku w ramach rozbudowy tej linii do strefy Anjos.
Stacja ta znajduje się na Rua Martim Moniz, w pobliżu skrzyżowania z Rua Fernandes da Fonseca, służąc obszarowi Praça do Martim Moniz i umożliwia dostępu do Zamku Świętego Jerzego i Hospital de São José.